# Station Ancy-sur-Moselle
Station is een spoorwegstation in de Franse gemeente Ancy-Dornot aan de lijn Lérouville - Metz-Ville en wordt bediend door treinen van het Transport Express Régional-netwerk.

## Treindienst
| Serie      | Treinsoort | Route                                                                                      | Bijzonderheden |
| ---------- | ---------- | ------------------------------------------------------------------------------------------ | -------------- |
| TER 837500 | TER (SNCF) | Nancy-Ville – Frouard – Pont-à-Mousson – Pagny-sur-Moselle – Ancy-sur-Moselle – Metz-Ville |                |